# Tygkasse

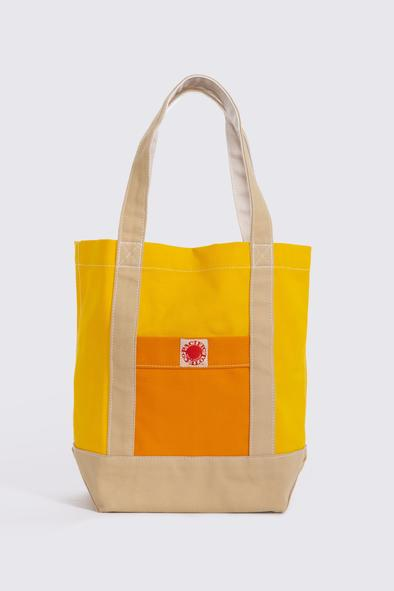
En tygkasse.

En tygkasse eller tygpåse är en kasse av tyg med två handtag som går parallellt med varandra.

## Miljö
För att en tygkasse ska vara ett miljövänligt alternativ till plastkasse och papperskasse krävs att den används tillräckligt många gånger innan den kastas.
Enligt en studie från UK Environment Agency måste bomullstygkassar användas minst 131 gånger innan de har samma miljöpåverkan som motsvarande plastanvändning.
Studien ska bara ses som ett riktmärke och inte en exakt jämförelse. Plastkassens miljöpåverkan påverkas av olika faktorer som exempelvis vad plasten består av, hur många gånger den återanvänds och om den återvinns, förbränns eller hamnar i naturen.